# Not Another Completely Heuristic Operating System
Not Another Completely Heuristic Operating System eller bara Nachos är ett operativsystem utvecklat av Thomas Anderson på UCLA. Det används i undervisning på universitet för att ge en grundläggande kunskap i hur ett OS verkligen fungerar. Nachos har funnits från 1996 och har inspirerat liknande versioner skrivna i Java och till x86.